# Choix kommun
Choix är en kommun i Mexiko.   Den ligger i delstaten Sinaloa, i den nordvästra delen av landet, 1 200 km nordväst om huvudstaden Mexico City. Antalet invånare är 33 027. Arean är 4 512 kvadratkilometer.
Terrängen i Choix är bergig åt nordost, men åt sydväst är den kuperad.
Följande samhällen finns i Choix:
- Choix
- Agua Caliente Grande
- Guadalupe
- Tasajeras
- La Estancia de Baymena
- Los Picachos
- Sauz de Baymena
- El Zapote de Baymena
- Potrero de Cancio
- San José de los Portillo
- Yecorato
- Rincón de Agua Caliente Grande
- El Reparo
- Ranchito de Islas
- Mesa de los Torres
- El Mochique
- Los Cedros
- El Babu
- Los Mautos
- Casas Viejas
- Nuevo Techobampo
- Huillachapa
- Rancho de Baymena
- San José de los Llanos
- Las Rastras
- Las Guayabas
- San José de los Pericos
- El Descanso
- Último Vado
- Antonio Rosales
- El Vado
- El Sauz de San Isidro
- Zapote de Madriles
- La Noria de Minitas
- La Cieneguita de Núñez
- Vinaterías